# Ribes trilobum
Ribes trilobum là một loài thực vật có hoa trong họ Grossulariaceae. Loài này được Meyen miêu tả khoa học đầu tiên năm 1834.